# Vrútky (stacja kolejowa)
Vrútky – stacja kolejowa w miejscowości Vrútky, w kraju żylińskim, na Słowacji.
Położona w północnej części miasta, stanowiąc duży kompleks kolejowy z lokomotywownią. Krzyżują się tu ważne trasy kolejowe: Żylina – Koszyce i do Zwolenia przez Bańską Bystrzycę lub Kremnicę. Początkowo krzyżowała się tu Kolej Koszycko-Bogumińska z linią z Budapesztu, która przechodziła przez górzyste regiony Słowacji.
Budowa i powstanie węzła kolejowego przyczyniała się do rozwoju miejscowości.

## Linie kolejowe
- 170 Zwoleń – Vrútky
- 180 Żylina – Koszyce